# Botschaft der Vereinigten Staaten in Jerusalem

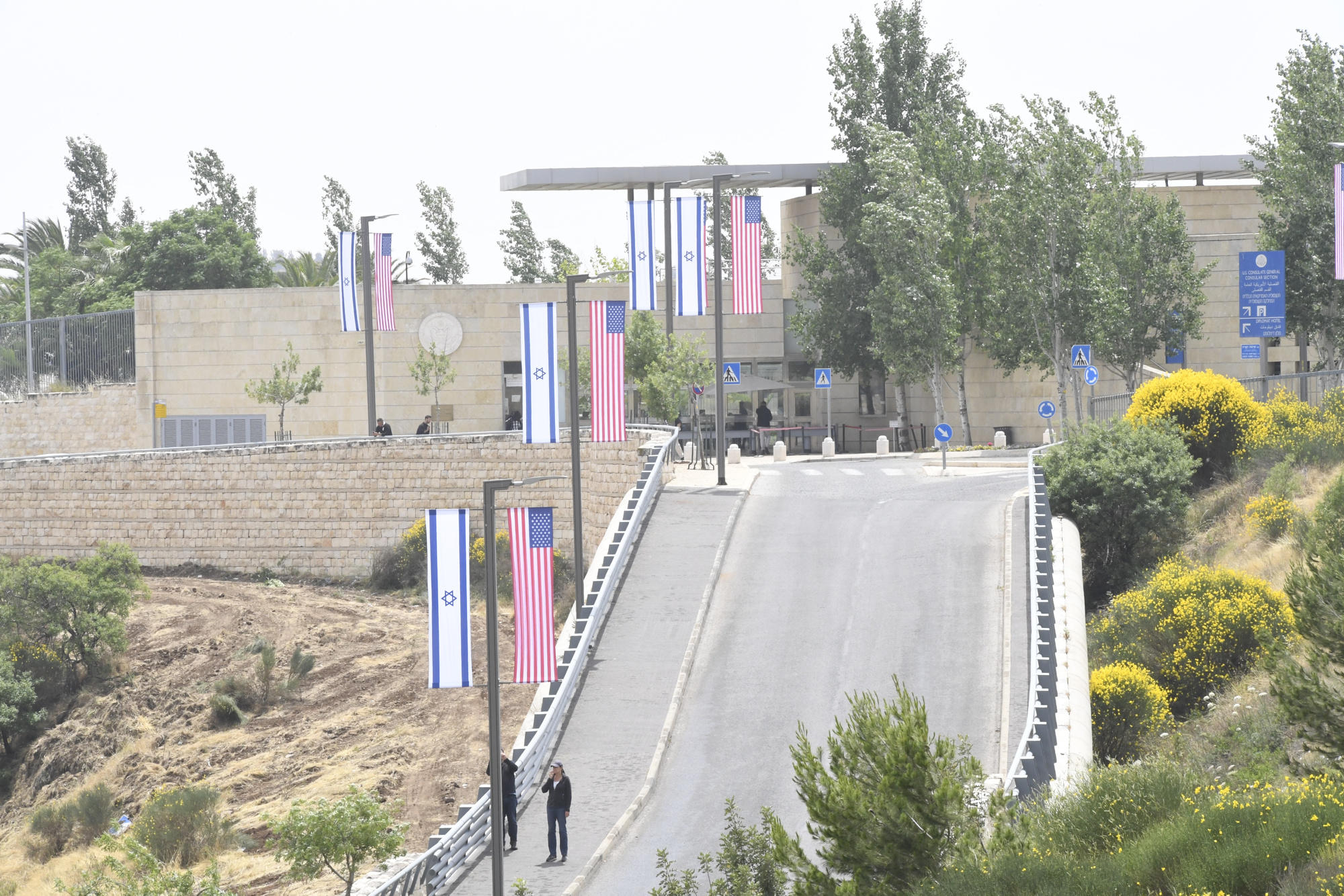
Botschaft der Vereinigten Staaten in Jerusalem

Die Botschaft der Vereinigten Staaten in Jerusalem ist die diplomatische Vertretung der USA in Israel. US-Botschafter in Israel war bis Juli 2023 Thomas R. Nides.
Die Botschaft wurde am 14. Mai 2018, dem 70. Jahrestag der Israelischen Unabhängigkeitserklärung, symbolisch eröffnet und ersetzte die Botschaft in Tel Aviv. An der Eröffnung nahmen aus den USA unter anderem Vizeaußenminister John J. Sullivan, Finanzminister Steven Mnuchin und Jason Greenblatt sowie Ivanka Trump und ihr Ehemann Jared Kushner teil. US-Präsident Donald Trump wurde per Videoübertragung zugeschaltet. Im Dezember 2020 besuchte Kushner mit einer Delegation erneut die Jerusalemer Botschaft. Bei diesem Anlass enthüllte der damalige Botschafter Friedman eine Plakette, mit der der Innenhof der Botschaft nach Kushner benannt wurde.
Die Botschaft befindet sich im Jerusalemer Stadtteil Arnona in Nebenräumlichkeiten des bisherigen US-Generalkonsulats an der Adresse 14 David Flusser, Jerusalem 9378322 (die Straße ist nach David Flusser benannt). Der Hauptsitz des bisherigen US-Generalkonsulats an der Gershon Agron Road bleibt vorläufig als solcher bestehen. Die bisherige Botschaft in Tel Aviv wurde zu einer Zweigstelle der neuen Botschaft erklärt. Zur Eröffnung wechselten etwa 50 der rund 1000 Mitarbeiter der bisherigen Botschaft nach Jerusalem. Bis der Umzug vollständig erfolgt sein wird, werden voraussichtlich mehrere Jahre vergehen. Langfristig ist der Bau eines neuen Botschaftsgebäudes geplant.

## Hintergrund
Die Verlegung des Botschaftssitzes von Tel Aviv nach Jerusalem beruht auf dem 1995 vom Kongress der Vereinigten Staaten verabschiedeten Jerusalem Embassy Act, der die Verlegung ursprünglich bereits zum 31. Dezember 1999 sowie die Anerkennung Jerusalems als Hauptstadt Israels vorsah. Der Beschluss erlaubte jedoch den jeweiligen US-Präsidenten, die Umsetzung unbegrenzt oft um sechs Monate zu verschieben, sofern sie die nationale Sicherheit tangiert. Die Präsidenten Bill Clinton, George W. Bush und Barack Obama machten alle von dieser Klausel Gebrauch. Nach seinem Amtsantritt tat dies zunächst auch Präsident Donald Trump. Erst am 6. Dezember 2017 erkannte er, gemäß einem Wahlversprechen, Jerusalem als Israels Hauptstadt an und wies das State Department an, die Verlegung der Botschaft vorzubereiten.
In der Vergangenheit hatten bereits 16 Länder ihre Botschaft in Jerusalem: Nach dem Jom-Kippur-Krieg 1973 beendeten die afrikanischen Staaten Côte d’Ivoire, Zaire (heutige Demokratische Republik Kongo) und Kenia ihre diplomatischen Beziehungen zu Israel und schlossen ihre Botschaften. Bei der Wiederaufnahme der Beziehungen wurden sie nach Tel Aviv verlegt. Elf lateinamerikanische Staaten (Bolivien, Chile, Kolumbien, Costa Rica, die Dominikanische Republik, Ecuador, El Salvador, Panama, Uruguay und Venezuela), außerdem die Niederlande und die Karibikinsel Haiti, hatten ebenfalls Vertretungen in Jerusalem, die meist 1980 infolge der Annexion Ostjerusalems nach Tel Aviv verlegt wurden (Costa Rica und El Salvador erst im Jahr 2006).
Auf Teile des Jerusalemer Botschaftsgeländes erhebt Jordanien Gebietsansprüche, weil sie nicht in Israel, sondern auf besetztem Niemandsland lägen (siehe Corpus separatum#Jerusalem und Waffenstillstandsabkommen von 1949).
Die Residenz des Botschafters liegt derzeit weiterhin in Herzlia Pituach bei Tel Aviv, wurde aber 2020 an Sheldon Adelson verkauft.
Das Außenministerium erklärte, es handele sich nicht um ein Sale-Lease-Back-Geschäft; durch die dauerhafte Aufgabe der Dienstwohnung wird es noch schwieriger, den umstrittenen Umzug nach Jerusalem rückgängig zu machen.

## Reaktionen
Israel
Jerusalems Bürgermeister Nir Barkat teilte mit, zum Dank für die Entscheidung des US-Präsidenten werde demnächst ein kleiner Platz in der Nähe der neuen Botschaft nach Trump benannt. Der israelische Verkehrsminister Israel Katz teilte mit, eine neue Zugstation in der Nähe der Klagemauer werde nach US-Präsident Trump den Namen "Donald John Trump Station" erhalten. 2019 wurde in Petach Tikwa ein Platz nach ihm benannt.
Palästinensische Autonomiegebiete
Bei zum Teil gewalttätigen Protesten von Palästinensern unter anderem gegen die Verlegung der US-Botschaft nach Jerusalem wurden am 14. Mai 2018 mindestens 60 Palästinenser von israelischen Soldaten erschossen und mehr als 2700 wurden verletzt. In zuvor abgeworfenen Flugblättern hatten die Israelischen Verteidigungsstreitkräfte mitgeteilt, dass gegen jeden Versuch vorgegangen werde, den Sicherheitszaun zu beschädigen. Als Reaktion auf die Grenzverletzungen bombardierte die Israelische Luftwaffe Stellungen der Terrororganisation Hamas im Gazastreifen. Eine unabhängige Untersuchung der Konfrontationen, wie sie in einem Entwurf für eine gemeinsame Stellungnahme im UN-Sicherheitsrat gefordert worden war, wurde von den USA abgelehnt.
Das israelische Militär warf den Protestteilnehmern vor, „Gewalt in beispiellosem Ausmaß“ eingesetzt zu haben. Drei Terrorzellen mit Schusswaffen hatten versucht, israelische Soldaten anzugreifen, sagte der israelische Militärsprecher Brigadegeneral Ronen Manelis. Es seien Brandflaschen, Sprengsätze und Lenkdrachen mit Brandsätzen gegen die israelische Seite eingesetzt worden. Es habe Versuche gegeben, Soldaten zu entführen. An den Massenprotesten im Grenzbereich seien rund 40.000 Menschen beteiligt gewesen. Sie hätten sich an zwölf Punkten entlang der Grenze konzentriert und versucht, diese zu durchbrechen. Manelis warf der Hamas vor, sie habe unter dem Deckmantel friedlicher Proteste versucht, Anschläge auf israelische Ortschaften nahe der Grenze zu verüben. Die Hamas habe pro Familie 100 Dollar für eine Teilnahme an den Protesten gezahlt. Es seien viele Frauen beteiligt gewesen. Niemandem sei es gelungen, die Grenze zu überqueren.
Der palästinensische Präsident Mahmud Abbas kündigte drei Tage Staatstrauer an und nannte die Tötungen ein „Massaker“. Die Regierungen von Ägypten und Jordanien verurteilten Israels Vorgehen gegen Unbewaffnete.
Aus Protest dagegen, dass am Vorabend der Botschaftseröffnung auf Einladung von Premierminister Netanjahu Diplomaten aus 34 der 86 in Israel vertretenen Länder an einem Empfang teilgenommen hatten, darunter aus den EU-Staaten einzig Rumänien, Ungarn, Tschechien und Österreich, zog die Palästinensische Autonomiebehörde ihre diplomatischen Vertreter aus diesen vier Ländern ab.
OIC
In Reaktion auf die Anerkennung durch Donald Trump erkannte ein Sondergipfeltreffen islamischer Staaten Ostjerusalem als Hauptstadt eines Staates Palästina an.
Süd- und Lateinamerika
Zum Zeitpunkt der Botschaftseröffnung wurde Jerusalem nur von zwei weiteren Staaten (Uruguay und Venezuela) als Israels Hauptstadt anerkannt. Zwei Tage später verlegte Guatemala seine Botschaft nach Jerusalem, am 21. Mai 2018 folgte Paraguay als dritter Staat. In Honduras wird ein solcher Schritt in naher Zukunft erwartet, nachdem der Nationalkongress in einer Resolution die Regierung hierzu aufgefordert hat.
Europa
Europäische Union
Die Europäische Union plante eine gemeinsame Resolution gegen die Verlegung der Botschaft, die jedoch von Rumänien, Tschechien und Ungarn blockiert wurde. Federica Mogherini, die Vertreterin der EU-Außenpolitik, forderte Israel und Palästinenser auf, auf die Vermeidung von Gewalt zu achten. Alle sollten mit höchster Zurückhaltung handeln, um weitere Todesopfer an der Grenze zu vermeiden.
Deutschland
Das Auswärtige Amt verschärfte die Reisehinweise nach Israel.

Frankreich

Der französische Präsident Emmanuel Macron verurteilte die Eskalation an der Grenze von Gazastreifen und Israel.

Niederlande

Im Mai 2024 gab die neu gewählte Koalition, bestehen aus der radikal-rechten Partei für die Freiheit (PVV), der rechtsliberalen Volkspartei für die Freiheit und Demokratie (VVD), der neuen rechtskonservativen NSC und der rechtspopulistischen Bauernpartei BBB, bekannt eine Verlegung der Botschaft der Niederlande von Tel Aviv nach Jerusalem in Erwägung zu ziehen.
Terrorgruppen
Aiman az-Zawahiri, der Anführer der Terrorgruppe Al-Qaida, rief Muslime zum Dschihad gegen Israel und die USA auf.
Türkei
Als Reaktion zog die Türkei ihre Botschafter aus den USA und Israel ab.
Südafrika
Auch Südafrika rief seine Botschafter zurück.
Vereinte Nationen
Der UN-Generalsekretär Antonio Guterres zeigte sich besorgt über die Ausschreitungen.